# Rio-Magdalena-Schlankbeutelratte
Die Rio-Magdalena-Schlankbeutelratte (Marmosops magdalenae) ist eine Beuteltierart, die in Kolumbien östlich des Rio Magdalena vorkommt. Die Art wurde erst im Jahr 2016 bei einer Revision der Gattung der Schlankbeutelratten (Marmosops) erstmals beschrieben und nach dem Rio Magdalena benannt.

## Beschreibung
Die Tiere erreichen eine Kopfrumpflänge von 9 bis 10,6 cm und haben einen 12,5 bis 13,2 cm langen Schwanz und erreichen ein Gewicht von etwa 24 g. Weibchen sind in der Regel ein wenig kleiner. Das Fell ist rötlichbraun bis dunkel graubraunbräunlich, am Rücken dunkler und an den Seiten etwas heller. Die Unterseite des Körpers vom Kinn bis in die Leistengegend und die Innenseiten der Vorderbeine, manchmal auch der Hinterbeine sind weißlich. Dabei sind die Haare in der Mittellinie des Bauches völlig weiß, während die an den Seiten graue Haarbasen besitzen. Die Vorderpfoten sind auf ihrer Oberseite hell. Der Schwanz ist nah am Körper etwas dunkler als am körperfernen Ende.
Von der sehr ähnlichen, westlich des Rio Magdalena vorkommenden Cordillera-Schlankbeutelratte (Marmosops chucha) unterscheidet sich die Rio-Magdalena-Schlankbeutelratte durch die Öffnungen im Gaumenbein, während sie bei Marmosops chucha fehlen oder kaum sichtbar sind.

## Lebensraum
Die Rio-Magdalena-Schlankbeutelratte kommt von Tieflandregenwäldern am Ostufer des Rio Magdalena bis in niedere Bergnebelwälder in Höhen von 100 bis 1940 Metern vor.

## Belege
1. 1 2 3 4  Juan F. Díaz-Nieto, Robert S. Voss: A Revision of the Didelphid Marsupial Genus Marmosops, Part 1. Species of the Subgenus Sciophanes. Bulletin of the American Museum of Natural History Number 402 :1-70. 2016, doi: 10.1206/0003-0090-402.1.1. Seite 56–57.